# 塔拉什防御
塔拉什防御是國際象棋開局拒后翼棄兵的一種，走法為：
1.d4 d5 2.c4 e6 3.Nc3 c5